# العلاقات البحرينية الكويتية
العلاقات الكويتية البحرينية هي العلاقات الدولية بين دولة الكويت ومملكة البحرين. وكلاهما منضمان إلى مجلس التعاون لدول الخليج العربية.

## مقارنة
|                        | الكويت                                                  | البحرين                                                                      |
| ---------------------- | ------------------------------------------------------- | ---------------------------------------------------------------------------- |
| السكان                 | 4,044,500                                               | 1,348,000                                                                    |
| المساحة                | 17,820 كم2 (4,467.6 ميل مربع)                           | 780 كم2 (304.5 ميل مربع)                                                     |
| الكثافة السكانة        | 202.2/كم2 (455/ميل مربع)                                | 1,626.6/كم2 (4,212.8/ميل مربع)                                               |
| العاصمة                | الكويت                                                  | المنامة                                                                      |
| أكبر مدينة             | الكويت                                                  | المنامة                                                                      |
| الحكومة                | مركزية برلمانية دستورية                                 | مركزية برلمانية دستورية                                                      |
| اللغات الرسمية         | لغة عربية لغة إنجليزية (لغة ثانية)                      | لغة عربية لغة إنجليزية (لغة ثانية)                                           |
| المجموعات الإثنية      | 31.3% كويتيون 37.8% آسيويون 27.9% عرب آخرون 1.9% أفارقة | 46% بحرينيون 45.5% آسيويون 4.7% عرب آخرون 1.6% أفارقة 1% أوروبيون 1.2% آخرون |
| الناتج المحلي          | $163.671 بليون، $58,080 للفرد                           | $31.1 بليون، $28,691 للفرد                                                   |
| الناتج المحلي الإجمالي | $173.240 بليون، $45,824 للفرد                           | $26.108 بليون، $23,555 للفرد                                                 |

## العلاقات
تتسم علاقات البلدين بأنها علاقات أخوية ودية، في 2012 أكد نائب رئيس الوزراء البحريني بعمق العلاقات بين البلدين، وأكد السلك الدبلوماسي سفير دولة الكويت لدى البحرين بعمق العلاقات بين البلدين، وفي 2016 قال وزير خارجية مملكة البحرين أن العلاقات البحرينية الكويتية قديمة وأزلية وتعتبر مثالاً للعلاقات الثنائية على جميع المستويات.

## العلاقات الاقتصادية بين البلدين
يجمع بين مملكة البحرين ودولة الكويت شراكة اقتصادية بين العديد من مؤسسات البلدين، كما أن اللجنة العليا المشتركة الكويتية البحرينية من خلال اجتماعاتها ساهمت في تقوية العلاقات الأخوية وتشجيع السياحة بالإضافة لإقامة المعارض، والتسويق للبلدين، وجرى أيضا الانتفاع من مجال التعليم الفندقي لدى الطرفين.
وفي ما يخص التبادل التجاري بين دولة الكويت ومملكة البحرين فقد تركزت صادرات البحرين إلى الكويت في منتجات الألمنيوم والمياه المعدنية وأجهزة التكييف والمنتجات الحديدية والمنتجات الغذائية، بينما تركزت الواردات البحرينية فــي النفط المكلّس والمنتجات الكيماوية والملابس والأدوية والأغذية ومواد البناء والمطبوعات والأدوات المنزلية وغيرها، وقد وصل حجم التبادل التجاري بين البحرين والكويـت في 2011، 251.5 مليــــــون دولار مقارنة بـ 78.7 مليون دولار في 2010 بنسبة ارتفاع بلغت 17%، بحسب إحصاءات رسمية.ومن الناحية المالية ترتبط بورصة الأوراق المالية الكويتية والبحرينية باتفاقية للربط والتداول المشترك بينهما.

## العلاقات العسكرية
شاركت مملكة البحرين ضمن قوات درع الجزيرة التي أُرسلت لتحرير الكويت من الاحتلال العراقي، كما قامت البحرين باستضافة طائرات سلاح الجو الكويتي من طائرات نقل ومقاتلات في مطاراتها.
وفي عام 2003م جراء حرب العراق اتجهت مجموعة القتال السابعة البحرينية إلى الكويت حيث شاركت في المحافظة على أمنها أثناء دخول القوات الأمريكية إلى العراق لإسقاط النظام العراقي. وخلال أحداث فبراير2011م قامت القوات البحرية الكويتية بالمشاركة ضمن قوات درع الجزيرة في البحرين لصد التهديدات التي واجهت أمن البحرين.